# Koloidní zlato

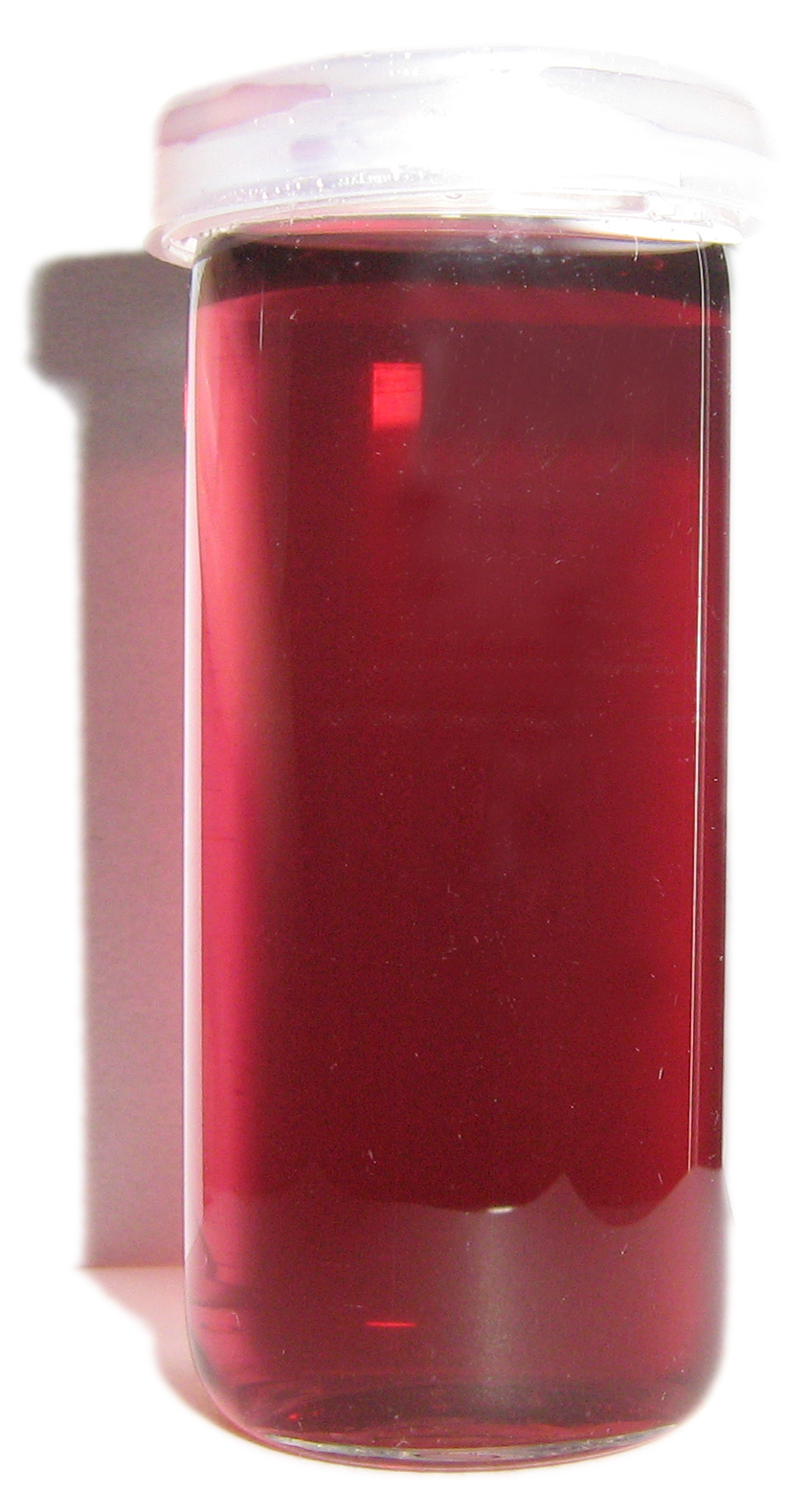
Koloidní zlato

Koloidní zlato vzniká disperzí částic zlata v demineralizované vodě. Zlato je v podobě nanočástic rozloženo v různých koncentracích roztoku (tzv. koloidní roztok). Velikost částic se pohybuje od 0,13 do cca 120 nanometrů. Koloidní zlato je bezbarvé, bez chuti a zápachu. Při vyšší koncentraci a s vyšší velikostí částic v roztoku může získat lehce nafialovělý odstín.
Stejně jako u koloidního stříbra není koloidní zlato státními úřady ČR povolené pro vnitřní užití. Může být pouze součástí pleťové kosmetiky.

## Výroba koloidního zlata
Koloidní zlato se vyrábí obdobně jako koloidní stříbro – elektrolýzou. Do kapaliny se ponoří dvě elektrody z ryzího zlata. Následně na ně působí pulzy střídavého proudu o určitém napětí a dalších specifických fyzikálních hodnotách. Nejčastěji se při jeho výrobě využívá demineralizovaná voda.
Dalším možným způsobem výroby nanočástic zlata je redukce solí Au a rozklad organokovových sloučenin. Samotný proces lze rozdělit na dva kroky, nukleace a následující nárůst. K nukleaci dochází díky redukční reakci a kolizi mezi ionty, atomy a klastry. Požadované velikosti a tvary jsou získávány v závislosti na chemické koncentraci, sufraktantu, pH, teplotě atd.

## Historie
Koloidní roztok zlata a jeho užívání má dlouhou historii. Souvisí se vznikem ájurvédské medicíny v Indii zhruba 5 000 let před naším letopočtem. Ájurvédská medicína používá tisíce léků připravených většinou z různých bylin a koření, mezi nimi i jedenáct léků, které obsahují zlato.
Oficiální použití zlata se datuje už v roce 1850, kdy se používalo jako lék proti alkoholovému návyku v USA. V 19. století se zlato používalo hlavně k léčení nervových poruch jako deprese, epilepsie a migrény a impotence. Koloidní zlato sloužilo jako nenávykové antidepresivum. Dále od roku 1935 bylo používáno u neoperovatelné rakoviny.

## Skladování
Roztok je potřeba chránit před přímým světlem, musí být v neprůsvitné nádobě. Roztok by se také měl uchovávat při stabilní teplotě.

## Účinky
Koloidní zlato má svou roli i v kosmetickém průmyslu. Je to účinné pleťové tonikum, čistí a regeneruje pleť.

## Využití částic zlata v medicíně
Částice zlata jsou pro své jedinečné fyzické, chemické a biologické vlastnosti hojně využívány v biomedicíně. Díky nanotechnologiím se staly její nedílnou součástí a slouží zejména pro diagnostiku, léčbu a přenos léčivých látek do organismu.
Koloidní zlato pozitivně působí jak na fyzické tak psychické zdraví člověka.
- Léčí specifické kloubní obtíže jako je dna, revma, artritida, pokud jsou způsobeny krystalky kyseliny močové v kloubním pouzdru[4][5][6]
- Pomáhá při léčbě rakoviny – prostřednictvím molekulárního snímání, molekulární diagnostiky a cílené terapie. Nanočástice zlata je možné přesně zacílit a zavést do tkáně. Jakmile do ní tyto částice o velikosti 50 – 100 nm jednou proniknou, nemohou být nijak snadno vyloučeny. Velkou výhodou používání nanočástic zlata při léčbě tumorů je její neinvazivnost. Na rozdíl od ozařování neničí i ostatní živé buňky v těle.[7][8]

Nanozlato může také přispět k léčení nádorů použitím fototermální terapie. Díky molekulárním próbám na povrchu nanočástic lze zajistit, že se budou selektivně vázat na nádorové buňky. Díky následnému ozáření laserem dojde k fototermálnímu efektu, který způsobí destrukci nádorových buněk.
Nanočástice zlata jsou také používána pro doručování léčiv do míst určení. Jejich výhodou je vysoká stabilita a možnost selektivně ovlivňovat intracelulární uvolňování přenášených léčiv a také možnost přepravovat nejen malé molekulární léky, ale i velké biomolekuly.

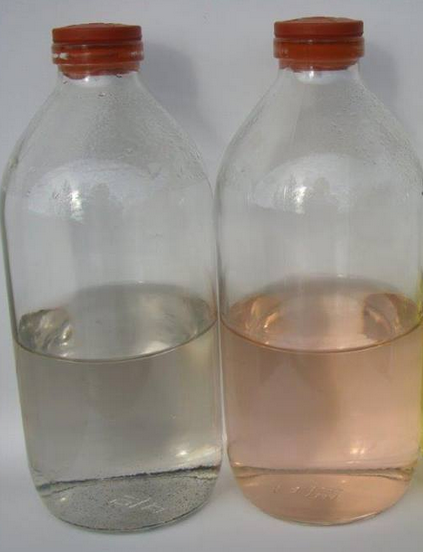
vlevo koloidní zlato 14 mg/L, vpravo 40 mg/L

## Barva
Barva koloidního zlata je závislá na typu výroby, koncentraci a velikosti částic. Čím vyšší je koncentrace a větší částice – tím tmavší. U nízkých dávek monodisperzních zlatých nanočástic odráží povrchový plazmon (efekt způsobený dopadem fotonů na povrch kovové nanočástice) světle fialové a modré tóny, zatímco u vyšší koncentrace zlatých nanočástic reflektuje červenou barvu.
Při čisté elektrolýze vznikne tekutina čirá nebo slabě červeně zabarvená. Při redukci solí zase světle až temně červená.